# Gruppo Benati
Il Gruppo Benati è stato un gruppo industriale costituito da aziende produttrici di Macchine Movimento Terra fondato a Imola nel 1961 da Renato Bacchini. Nel 1990 è stata acquisita da Fiat-Allis ed è entrata nell'orbita del Gruppo Fiat.

## La storia
La società Benati esisteva dal 1887 ed era stata fondata da Andrea Benati, imprenditore imolese della fine dell'Ottocento; si trattava di una piccola società che costruiva aratri per l'agricoltura e continuò la sua produzione fino a metà degli anni '50 con un'altra compagine azionaria.
Dagli aratri, la ditta passò a produrre attrezzature per macchine da escavazione.
Fu Renato Bacchini, rilevando l'azienda e costituendo la «Benati S.p.A.», ad imprimere una svolta, portando la Benati a diventare un'azienda leader nel settore.
Il gruppo, all'epoca della sua costituzione, era formato da un insieme di aziende specializzate nella costruzione di:
- macchine movimento terra di diverse tipologie;
- componenti meccanici e oleodinamici per il movimento terra e la cantieristica.

Nel 1961 la Benati costruì la prima macchina movimento terra, il MAX 70, un escavatore cingolato.
Ai primi escavatori cingolati seguì la produzione delle prime pale gommate, commercializzate con il marchio GM. Negli anni '60 il Gruppo Benati vendeva, oltre che in Italia, in molti stati della Comunità europea e nei Paesi dell'Est Europeo, in particolare la Jugoslavia e la Bulgaria.

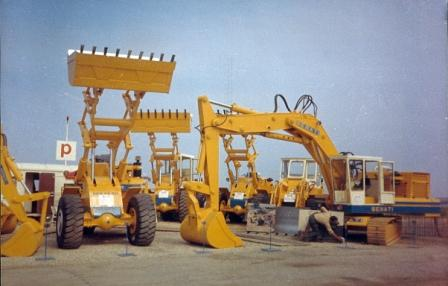
Fiera di Plovdiv (Bulgaria), 1970.

Alla fine degli anni sessanta Bacchini decise di razionalizzare le linee di lavorazione e montaggio. Costituì una società per ciascuna produzione specifica. Nacquero così le seguenti società del Gruppo Benati:
- Benati S.p.A. (capogruppo), costituita a Imola nel 1961. Possedeva 107.000 m² di terreni di cui 22.000 m² di capannoni, 16 filiali in tutta Italia e numerose dipendenze estere. Produceva gli escavatori cingolati fino ad un peso di 90 tonnellate; la Benati provvedeva direttamente alla commercializzazione della gamma di prodotti in tutto il mondo.
- Ben S.p.A., costituita a Bubano di Mordano (BO) nel 1969. Produceva le pale gommate. Possedeva 54.000 m² di terreni di proprietà, di cui 8.000 m² di capannoni.
- Ma.Ter S.p.A., costituita a Bubano di Mordano (BO) nel 1969. Produceva macchine speciali (commercializzate con il marchio IM) e, nelle società specializzate nella componentistica, assali meccanici e componenti oleodinamci quali martinetti idraulici e servocomandi. Possedeva 14.000 m² di terreni di proprietà, di cui 5.000 m² di capannoni.
- Mond-Ben S.p.A., costituita a Portomaggiore (FE) nel 1969. Produceva le pale cingolate e soprattutto le «terne» (pale gommate con retroescavatore), in diretta concorrenza con JCB e Caterpillar. Possedeva 74.000 m² di terreni di proprietà, di cui 8.000 m² di capannoni.
- Benati Usa Inc., costituita a Upper Marlboro (Maryland), negli Stati Uniti nel 1985, si occupava della commercializzazione negli USA e in Canada.
- Benati U.K. Ltd., si occupava della commercializzazione nel Regno Unito.
- Faco Oleodinamica Spa, si occupava della produzione e commercializzazione di componenti oleodinamici. Tali componenti (cilindri, servocomando idraulici e giunti rotanti) venivano montati sulle macchine del gruppo ma erano anche commercializzati sul mercato delle macchine semoventi, agricole e da cantiere.
- Unit Spa, si occupava della produzione e commercializzazione di componenti meccanici che venivano montati sia sulle macchine del gruppo sia commercializzati sul mercato delle macchine per industria ed agricoltura.

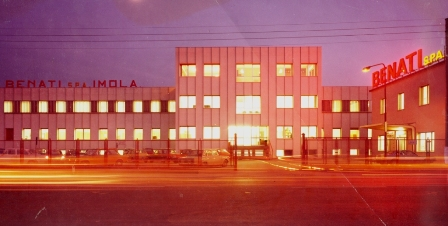
La capogruppo Benati S.p.A. (Imola, 1985).

Le macchine «terna» erano il prodotto di punta del gruppo; fu quello che interessò di più la FIAT, convincendola all'acquisizione del gruppo di produzione e commercializzazione. La Fiat rilevò i marchi e decise di continuare la produzione negli stessi capannoni di Imola in via Selice. La capogruppo Benati S.p.A. fu assorbita dalla CNH Global, una controllata del gruppo di Torino.

Durante la sua esistenza, la Benati ha subito numerose mutazioni. Le macchine hanno cessato di esistere con il marchio BEN il 31 dicembre 1995.

## La riproposizione del nome
Alla fine del primo decennio del XXI secolo sono stati riproposti i marchi storici da parte di una nuova società costituita dalla figlia di Renato Bacchini, Isabella Maria. Il 14 aprile 2011, esattamente 50 anni dopo la fondazione, ha creato la «Benati Group s.r.l.», di cui è amministratrice.

L'imprenditrice si è prefissata l'obiettivo di riportare la produzione negli storici stabilimenti di via Selice, dismessi dalla Fiat nel decennio 2001-2010.